# Microchilus chicalensis
Microchilus chicalensis är en orkidéart som beskrevs av Paul Ormerod. Microchilus chicalensis ingår i släktet Microchilus och familjen orkidéer. Inga underarter finns listade i Catalogue of Life.